# Ndaba Gaolathe
Ndaba Gaolathe, né le 5 septembre 1971 à Gaborone, est un homme politique botswanais, vice-président depuis le 7 novembre 2024.

## Biographie
Ndaba Gaolathe fréquente l'école primaire de Lesedi puis suit des études d'économie à l'université George-Washington aux États-Unis, avant d'obtenir un MBA en finance à la Wharton School de l'université de Pennsylvanie.
De 2014 à 2019, Ndaba Gaolathe est député de Gaborone Bonnington-South à l'Assemblée nationale. Il est l'ancien secrétaire général de l’Umbrella for Democratic Change (UDC) et le président du Mouvement botswanais pour la démocratie (en) (BMD), l’un des partis membres de l'UDC. Lors des élections générales de 2014, il se présente en tant que colistier du candidat de l'UDC, Duma Boko.
En juillet 2017, il est évincé du BMD et fonde l'Alliance pour les progressistes dont il prend la tête et avec laquelle il est candidat aux élections générales de 2019 où il finit en troisième position,. 
Membre de la Coalition pour un changement démocratique (UDC), victorieuse des élections générales du 30 octobre 2024, il est nommé vice-président du pays par le nouveau président Duma Boko le 4 novembre suivant.